# Scoglio Santa Caterina (Pola)
Lo scoglio Santa Caterina o scoglio di Santa Caterina (in croato Sveta Katarina) è un isolotto disabitato della Croazia, situato nel porto di Pola.
Amministrativamente appartiene alla città di Pola, nella regione istriana.

## Geografia
Lo scoglio Santa Caterina si trova lungo la costa sudoccidentale dell'Istria, all'interno del porto di Pola (luka Pula), e dista 245 m dalla penisola di punta dei Monumenti. È collegato ad essa da un basso ponte.
La forma dell'isolotto è quasi rettangolare, leggermente più stretto nella parte settentrionale; ha coste basse e squadrate e un pontile che si allunga all'estremità nordorientale. Misura 215 m di lunghezza (pontile escluso) e 175 m di larghezza massima. Ha una superficie di 0,032 km² e uno sviluppo costiero di 0,82 km.
Sull'isolotto si trovano i resti di una chiesa bizantina, quel che rimane dell'antico monastero benedettino di Santa Caterina, abbandonato dal 1600 per trasferimento delle monache nel monastero di San Teodoro al fonte di Pola, ed ancora si trovano alcuni capannoni della caserma "Monumenti", parte della JRM nella ex Jugoslavia, che venivano utilizzati da divisioni delle truppe ausiliarie, dei sommozzatori e dei mezzi da sbarco.

### Cartografia
- Mappa topografica della Croazia 1:25000, su preglednik.arkod.hr.